# Берил Пенроуз
Берил Пенроуз (англ. Beryl Penrose; 22 грудня 1930 — 23 червня 2021) — колишня австралійська тенісистка.
Найвищу одиночну позицію світового рейтингу — 5 місце (за Лансом Тінґеєм) досягла 1955 року.
Перемагала на турнірах Великого шолома в одиночному та змішаному парному розрядах.

## Фінали турнірів Великого шолома

### Одиночний розряд (1 перемога)
| Результат | Рік  | Турнір              | Покриття | Суперниця       | Рахунок  |
| --------- | ---- | ------------------- | -------- | --------------- | -------- |
| Перемога  | 1955 | Чемпіонат Австралії | Трава    | Телма Койн-Лонґ | 6–4, 6–3 |

### Парний розряд (2–2)
| Результат | Рік  | Турнір              | Покриття | Партнерка           | Суперниці                             | Рахунок       |
| --------- | ---- | ------------------- | -------- | ------------------- | ------------------------------------- | ------------- |
| Поразка   | 1953 | Чемпіонат Австралії | Трава    | Мері Говтон         | Морін Конноллі Джулія Семпсон-Гейворд | 4–6, 2–6      |
| Перемога  | 1954 | Чемпіонат Австралії | Трава    | Мері Бевіс Готон    | Юлія Віпплінґер Газель Редік-Сміт     | 6–3, 8–6      |
| Перемога  | 1955 | Чемпіонат Австралії | Трава    | Мері Бевіс Готон    | Нелл Голл-Гопман Ґвен Тіле            | 7–5, 6–1      |
| Поразка   | 1956 | Чемпіонат Австралії | Трава    | Мері Картер-Рейтано | Мері Бевіс Готон Телма Койн-Лонґ      | 2–6, 7–5, 7–9 |

### Мікст (1–1)
| Результат | Рік  | Турнір              | Покриття | Партнер      | Суперник і суперниця         | Рахунок       |
| --------- | ---- | ------------------- | -------- | ------------ | ---------------------------- | ------------- |
| Поразка   | 1954 | Чемпіонат Австралії | Трава    | Джон Бромвіч | Телма Койн-Лонґ Рекс Гартвіг | 6–4, 1–6, 2–6 |
| Перемога  | 1955 | Чемпіонат Австралії | Трава    | Ніл Фрейзер  | Мері Бевіс Готон Рой Емерсон | 6–2, 6–4      |